# Maurice van der Rest
Maurice Van der Rest (Brussel, 11 september 1883 - Elsene, 6 september 1961) was een Belgisch bestuurder.

## Levensloop
Van der Rest stamde uit een familie van ondernemers en bankiers en was actief in de metaalconstructie en textielsector bij de Usines Cottonières de Belgique.
In 1936 werd hij ondervoorzitter van het Centraal Nijverheidscomité (CNC) en in 1941 volgde hij Lucien Graux op als voorzitter van deze organisatie. Toen het CNC in 1946 werd omgevormd tot het Verbond der Belgische Nijverheid (VBN), bleef hij hiervan voorzitter tot 1952. Hij werd in deze hoedanigheid opgevolgd door Leon Bekaert.
De in 1954 opgerichte 'Fondation van der Rest' is naar hem vernoemd.